# How to Rob
How to Rob – pierwszy singiel wydany przez 50 Centa z jego albumu Power of the Dollar. Gościnnie występuje D-Dot, znany jako "The Madd Rapper".

## Notowania
| Notowanie                            | Pozycja |
| ------------------------------------ | ------- |
| U.S. Billboard Hot R&B/Hip-Hop Songs | 62      |
| U.S. Billboard Hot Rap Singles       | 24      |